# Historiske hovedstæder
Dette er en liste over historiske hovedstæder, byer, som engang var hovedstad i et land, men som ikke længere har denne status, enten fordi landet ikke længere eksisterer, fordi hovedstaden er blevet flyttet, eller fordi hovedstaden er blevet omdøbt.

## Afrika
| Gammel hovedstad | Land, rige                  | Fra              | Til       | Ændringer, årsag                                 |
| ---------------- | --------------------------- | ---------------- | --------- | ------------------------------------------------ |
| Léopoldville     | Demokratiske Republik Congo | 1960             | 1966      | omdøbt Kinshasa                                  |
| Grand Bassam     | Elfenbenskysten             | 1893             | 1900      | flyttet til Bingerville                          |
| Bingerville      | Elfenbenskysten             | 1900             | 1933      | flytte til Abidjan                               |
| Abidjan          | Elfenbenskysten             | 1933             | 1983      | flyttet til Yamoussoukro                         |
| Al-Fustat        | Egypten                     | 641 905          | 750 969   | flyttet til Al-Askar flyttet til Kairo           |
| Al-Askar         | Egypten                     | 750              | 868       | flyttet til Al-Qatta'i                           |
| Al-Qatta'i       | Egypten                     | 868              | 905       | flyttet tilbage til Fustat                       |
| Otjimbingwe      | Tysk Sydvestafrika          | 1886             | 1892      | flyttet til Windhoek                             |
| Cape Coast       | Ghana (Guldkysten)          | 1664             | 1877      | flyttet til Accra                                |
| Bolama           | Guinea-Bissau               | 1879             | 1941      | flyttet til Bissau                               |
| Boe              | Guinea-Bissau               | 1973             | 1974      | flyttet tilbake til Bissau                       |
| Njimi            | Kanem                       | fl. 11th Century | c.1396    | tabte til Bulala (eller flyttede til Ngazargamu) |
| Ngazargamu       | Kanem-Bornu-riget           | c.1472           | 1808      | tabte til Fulani (flyttede til Kukawa)           |
| Kukawa           | Kanem-Bornu-riget           | 1814             | 1893      | Kongedømmet ophørte                              |
| Lagos            | Nigeria                     | 1914             | 1976      | flyttet til Abuja                                |
| Aneho            | Togo                        | 1880-årne        | 1897      | flyttet til Lomé                                 |
| Zomba            | Malawi                      | 1880-årne        | 1960-årne | flyttet til Lilongwe                             |

## Asien
| Gammel hovedstad      | Land, rige                      | Fra            | Til            | Ændringer, årsag |
| --------------------- | ------------------------------- | -------------- | -------------- | --- |
| Anyang                | Kina (Shang-dynastiet)          | ca. 1600 f.kr. | ca. 1046 f.kr. | flyttet til Chang'an - slutningen af Shang-dynastiet |
| Chang'an              | Kina (Zhou-dynastiet)           | ca. 1046 f.kr. | 722 f.kr..     | flyttet til Luoyang |
| Luoyang               | Kina (Zhou-dynastiet)           | 772 f.kr.      | 221 f.kr.      | flyttet til Xianyang - slutningen af Zhou-dynastiet |
| Xianyang              | Kina (Qin-dynastiet)            | 221 f.kr.      | 206 f.kr.      | flyttet tilbake til Chang'an - slutningen af Qin-dynastiet |
| Chang'an              | Kina (Han-dynastiet)            | 206 f.kr.      | 25             | flyttet tilbage til Luoyang |
| Luoyang               | Kina (Han-dynastiet)            | 25             | 220            | slutningen af Han-dynastiet markerede begyndelsen på De seks dynastiers tid |
| Chang'an              | Kina (Tang-dynastiet)           | 618            | 907            | slutningen af Tang-dynastiet markerede begyndelsen på De fem dynastiers og ti kongedømmers tid |
| Kaifeng               | Kina (Song-dynastiet)           | 960            | 1127           | flyttet til Hangzhou |
| Hangzhou              | Kina (Song-dynastiet)           | 1127           | 1279           | Kublai Khan integreret Kina i Det mongolske rige |
| Nanjing               | Kina (Ming-dynastiet)           | 1368           | 1421           | flyttet til Beijing |
| Beijing               | Kina                            | 1421           | 1928           | flyttet tilbage til Nanjing - Kina blev en republik. |
| Nanjing               | Republikken Kina                | 1928           | 1937           | flyttet til Chongqing |
| Chongqing             | Republikken Kina                | 1937           | 1945           | flyttet tilbage til Nanjing |
| Nanjing               | Republikken Kina                | 1945           | 1949           | flyttet til Beijing - Efter oprettelsen af Folkerepublikken Kina, flygtede den kinesiske regering til Taiwan og gjorde Taipei til hovedstaden. Nanjing er stadig den officielle hovedstad. |
| Hakodate              | Republikken Ezo                 | 1868           | 1869           | Ezo annekteret af Japan |
| Malolos               | Den første filippinske Republik | 1898           | 1899           | Hovedkvarteret for Den Revolutionære Bevægelse (Bemærk: Flere andre byer var hovedstæder og fulgte hinanden til at undgå at blive fanget af amerikanerne under den filippinske-amerikanske krig, San Isidro, Cabanatuan, Bamban, Tarlac, Bayambang og Palanan). Flyttet tilbage til Manila efter erobringen af Aguinaldo i 1901. |
| Taipei                | Republikken Formosa             | 1895           | 1895           | flyttet til Tainan |
| Tainan                | Republikken Formosa             | 1895           | 1895           | Formosa annekteret af Japan |
| Calcutta              | Britisk Indien                  | 1772           | 1912           | flyttet til New Delhi |
| Simla                 | Britisk Indien                  | 1850           | 1947           | Sommerhovedstad |
| Yogyakarta            | Indonesien                      | 1946           | 1948           | De allieredes landgang, flyttede til Bukittinggi |
| Bukittinggi           | Indonesien                      | 1948           | 1949           | flyttet til Jakarta |
| Heijō-kyō (Nara)      | [Japan i Naraperioden           | 710            | 784            | flyttet til Nagaoka-kyō (Nagaoka) |
| Nagaoka-kyō (Nagaoka) | Japan i Naraperioden            | 784            | 794            | flyttet til Kyoto |
| Kyoto                 | Japan                           | 794            | 1868           | flyttet til Tokyo |
| Kaesong               | Korea (Koryodynastiet)          | 936            | 1392           | flyttet til Hanyang (Seoul) - slutningen af Koryo-dynastiet |
| Marawi                | Sultanatet Maguindanao          | 1205 (?)       | 1800-årene (?) | annekteret af Spansk Øst-Indien |
| Yangon                | Myanmar                         | 1948           | 2005           | flyttet til Naypyidaw |
| Bacolod               | Negros                          | 1898           | 1899           | integreret i Filippinerne. |
| Karachi               | Pakistan                        | 1947           | 1959           | flyttet til Rawalpindi |
| Rawalpindi            | Pakistan                        | 1959           | 1967           | flyttet til Islamabad |
| Manila                | Commonwealth i Filippinerne     | 1934           | 1941           | Japanske besættelse. Flyttet tilbage til Manila, i 1945 efter befrielsen af Filippinerne |
| Iloilo                | Den spanske periode             | 1898           | 1899           | Spaniens sidste bastion i Asien. |
| Manila                | Anden filippinske Republik      | 1943           | 1945           | Befrielsen af Filippinerne fra Japan |
| Manila                | Filippinerne                    | 1946           | 1948           | flyttet til Quezon efter oprettelsen af Republikken Filippinerne |
| Baguio                | Filippinerne                    | 1946           | 1976           | Sommerhovedstad, flyttet tilbage til Manila |
| Quezon                | Filippinerne                    | 1948           | 1976           | flyttede tilbage til Manila via Quezon med Manila, en del af Metro Manila. Flere offentlige bygninger forblev i Quezon City, herunder Batasang Pambansa og Repræsentanternes Hus. Manila er den nuværende hovedstad. |
| Saigon                | Sydvietnam                      | 1954           | 1975           | Hanoi, landet ophørte med samlingen af Vietnam |
| Cebu                  | Spansk Ostindien                | 1562 (?)       | 1578 (?)       | Den første spanske bosættelse i landet. Flyttet til Manila (tidl Maynilad) efter erobring. |
| Manila                | Spansk Ostindien                | 1578 (?)       | 1762           | Erobret af englænderne under Syvårskrigen, tilbage til Spanien ved Paristraktaten af 1763. |
| Bacolor               | Spansk Ostindien                | 1762           | 1764           | Hovedstaden for eksilregering under Syvårskrigen. Flyttet tilbage til Manila |
| Manila                | Spansk Ostindien                | 1764           | 1901           | Afstået til USA via Paristraktaten af 1898 |
| Colombo               | Sri Lanka                       | 1815           | 1982           | Flyttet til Kotte |
| Jolo                  | Sultanatet Sulu                 | 1450 (?)       | 1899           | annekteret af USA |
| Sukhothai             | Thailand                        | 1238           | 1438           | flyttet til Ayutthaya efter plyndringen af Ayutthaya |
| Chiang Mai (Lanna)    | Thailand                        | 1259           | 1939           | annekteret af Siam |
| Ayutthaya             | Thailand                        | 1350           | 1767           | flyttet til Thonburi efter at burmeserne ødelage byen |
| Thonburi              | Thailand                        | 1767           | 1782           | flyttet til Bangkok efter at kong Taksin blev erklæret sindssyg |
| Tainan                | Kongedømmet Tungning            | 1662           | 1683           | Faldt af Kongedømmet Tungning |

| Historie | Spire Denne historieartikel er en spire som bør udbygges. Du er velkommen til at hjælpe Wikipedia ved at udvide den. |